# Euphthiracarus cribrarius
Euphthiracarus cribrarius är en kvalsterart som först beskrevs av Berlese 1904.  Euphthiracarus cribrarius ingår i släktet Euphthiracarus och familjen Euphthiracaridae.

## Underarter
Arten delas in i följande underarter:
- E. c. cribrarius
- E. c. foveolatus